# Villa Iachia

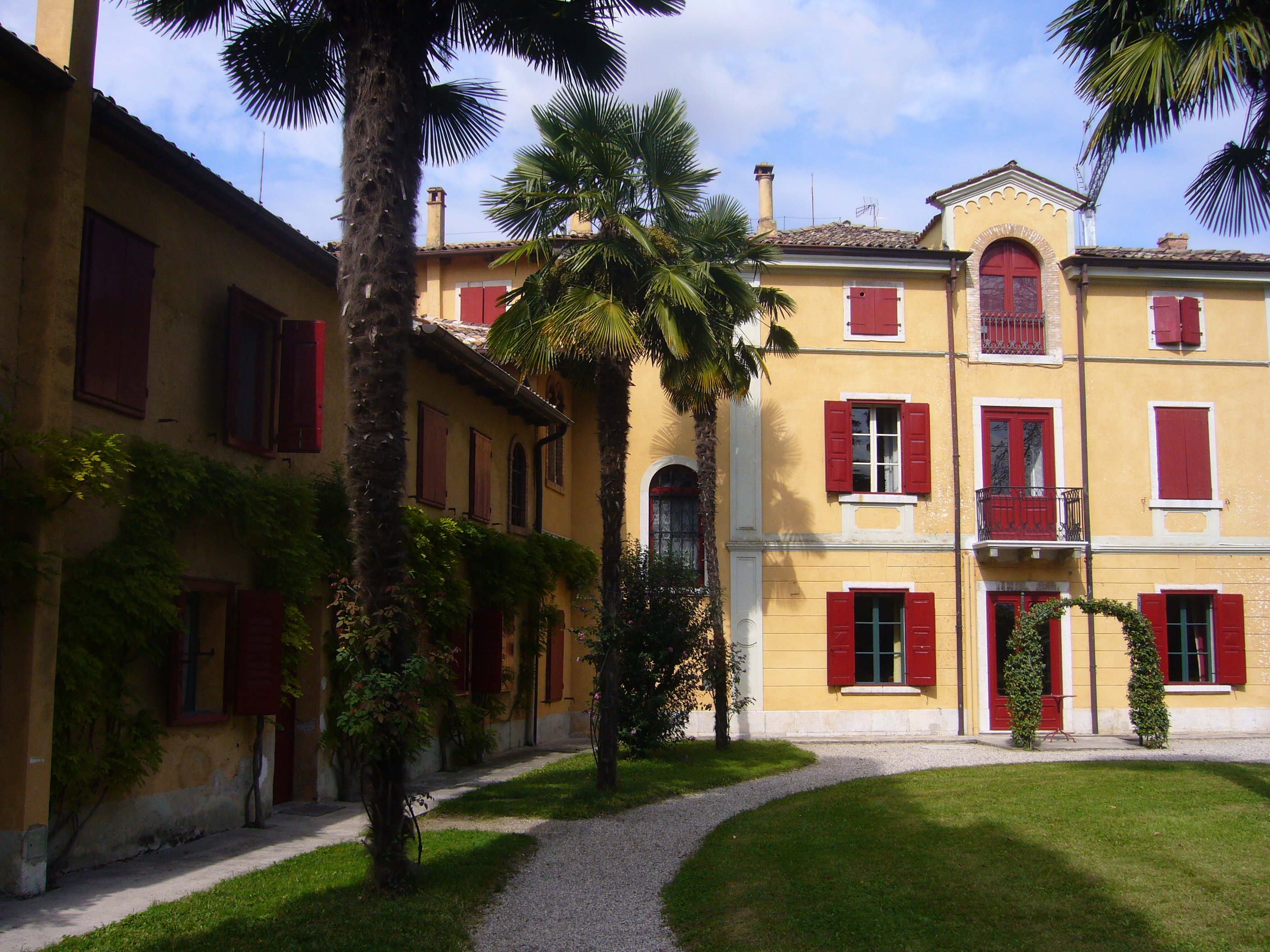
Voorkant van het huis

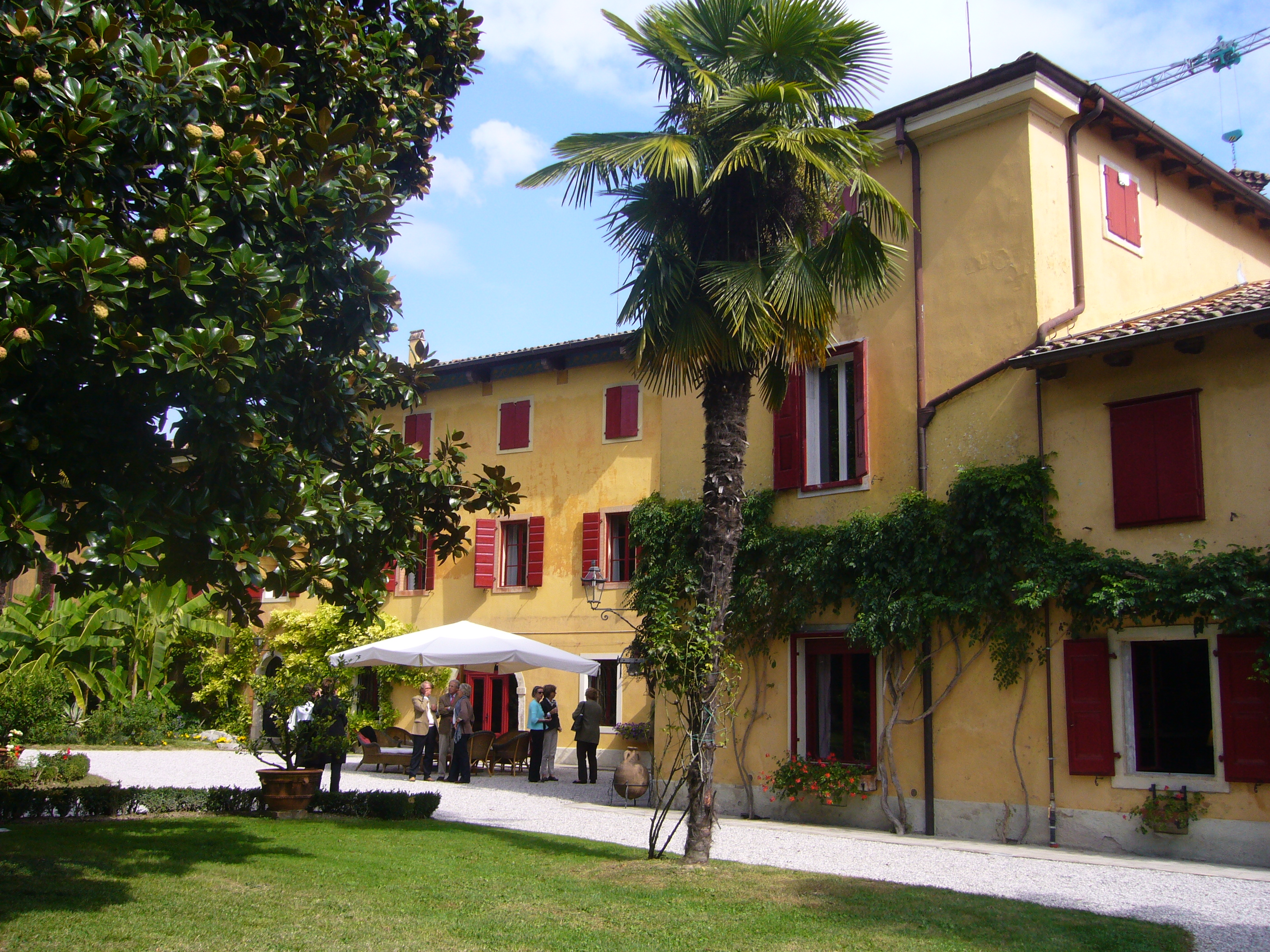
Achterkant van het huis

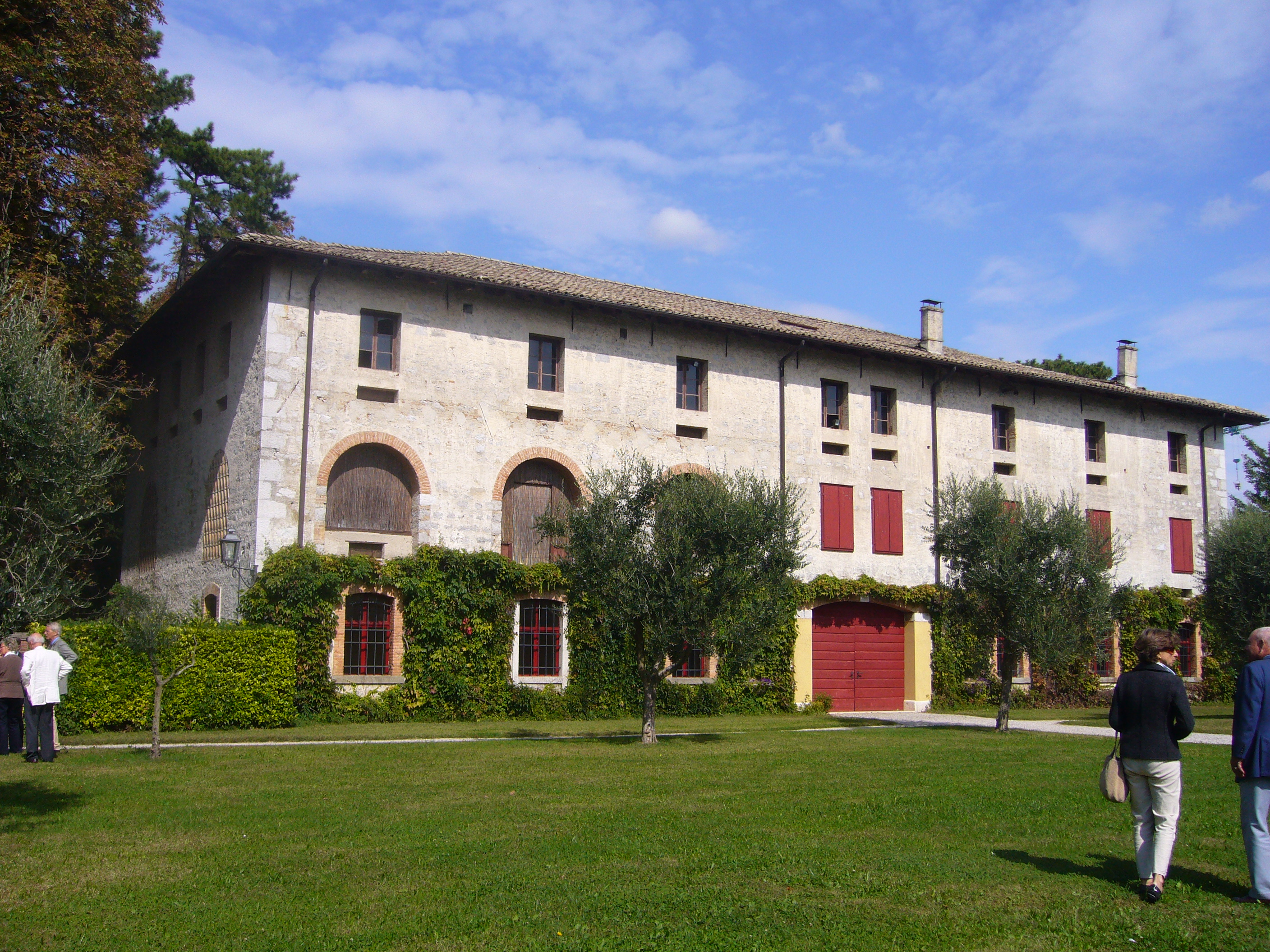
Schuur

Villa Iachia is een historisch landhuis in Ruda, ongeveer halverwege tussen Venetië en Triëst.

## Het huis
Het oorspronkelijke huis werd aan het einde van de 18de eeuw gebouwd en stond bekend onder de naam Palazzo Morpurgo. Het behoort sinds 1814 aan de familie Iachia. Het centrale deel van het huis heeft vanaf het begin twee zijvleugels gehad. Tussen 1815 en 1882 zijn aan de achterkant extra delen aangebouwd. In 1882 zijn ook stallen bijgebouwd.
Tijdens de Eerste Wereldoorlog is een deel van het huis gebruikt als militair hospitaal.

## Boerenbedrijf
Het landgoed was vroeger 450 hectare maar daar is nu nog maar 24 ha van over. Het was een boerenbedrijf. De inkomsten kwamen van olijven, wijn en zijderupsen. De teelt van zijderupsen is gestopt en vervangen door maïs.

## De tuin
Na 1815 werd de tuin aangelegd, en sindsdien is weinig veranderd. Er staan veel exotische bomen. Rozen klimmen tegen de palmbomen op, er groeit een bananenboom, en er staat dikke bamboe, zoals voor het maken van meubels wordt gebruikt. Op 4 ha groeien 36 soorten inheemse planten.
Villa Iachia is lid van de in 2006 opgerichte stichting "Case della Tradizione", onderdeel van "Europe of Tradition". Het wordt bewoond door de eigenaren.